# Johnny's Village
『Johnny's Village』（ジャニーズ ビレッジ）は、村上信五（関ジャニ∞）が主宰する生配信トーク公演。開催会場は東京・東京グローブ座。配信プラットフォームは『Johnny's net オンライン』。

## 概要
『If or…』、『もしも塾』に続く東京グローブ座で村上信五が主宰する公演の第3弾。
本公演は、ジャニーズ事務所所属のアーティストをゲストとして呼び、村上とゲストのフリートークを交わす生配信公演。本公演開始当初は、ゲストのサシで絡んだことがないジャニーズ事務所所属のアーティストは1人のみで村上と2人のトークを行っていたが、第4回以降はゲストアーティストの人数制限は無い。
異国の田舎"村"にあるログハウスをモチーフとしたセットで、ゲストが持ち込んだ、村上と「話したいこと」「訊いてみたいこと」「一緒にやってみたいこと」などをもとに、トークを行う。村上はこの"村"の村長という立ち位置で出演している。
毎回企画の最後には村上とゲストのセッションを行う。基本的にはゲストがボーカル、村上がキーボードを担当しているが、村上がボーカルを兼ねてツインボーカルで行う場合もある。
生配信企画のため、終了時刻は回によって異なるが、毎回22時から配信開始し、オープニングトーク終了後にゲストによるスタートの合図から約1時間の公演となっている。詳細な日程は本項「#配信リスト」を参照。
本公演では、生配信のみで基本的にアーカイブ配信は行っていない。理由として、本公演と同様に村上による生配信公演である『If or…NEO』（2020年）を配信した際に、村上が「"何月何日何曜日の何時にやるよ"ってのが生の舞台の意味」であるとして、「よっぽどのトラブルがない限り、見逃し配信はやめませんか？」とスタッフに打診していたことを明かしている。
第3回・第4回・第6回は本編終了後に2分間のカーテンコールが設けられた。
2022年6月19日（日曜日）には、村上が1人で生トークを行う本シリーズの特別編『Johnny's Village シナプス』を配信。同回では、本シリーズの通常の会場である前述の「Village（村）」を飛び出し、「村長（村上）がまだ○○○○○間にしたい18のこと」を発表する企画となっている。これに伴い、ゲストアーティストも出演しない上に、タイトルも通常の『#○』が用いられず、配信開始時間も通常の22時では無く19時からとなった。また、前述の通り通常は村上の意向でアーカイブ配信を行っていないが、同公演のみ同年6月22日までアーカイブ配信が実施された。

## 配信リスト
| 回 | 配信年 | 配信日       | ゲスト                                       | 披露曲               | 村上担当楽器         | 備考     |
| -- | ------ | ------------ | -------------------------------------------- | -------------------- | -------------------- | -------- |
| 1  | 2020年 | 12月4日(金)  | 有岡大貴（Hey! Say! JUMP）                   | 星屑のスパンコール   | Key.                 |          |
| 2  | 2021年 | 3月6日(土)   | 菊池風磨（Sexy Zone）                        | Heavenly Psycho      | Key.Vo.              |          |
| 3  | 2021年 | 6月25日(金)  | 藤井流星（ジャニーズWEST）                   | 大阪ロマネスク       | Key.                 |          |
| 4  | 2021年 | 10月1日(金)  | 末澤誠也・小島健・佐野晶哉（Aぇ! group）     | キミトミタイセカイ   | Key.                 |          |
| 5  | 2022年 | 3月12日(土)  | 宮近海斗・松田元太・松倉海斗（Travis Japan） | マイホーム           | Key.                 | [ 注 5 ] |
| SP | 2022年 | 6月19日(日)  | （特別編のため無し）                         | （特別編のため無し） | （特別編のため無し） | [ 注 7 ] |
| 6  | 2022年 | 11月29日(火) | 辰巳雄大（ふぉ〜ゆ〜）、浜中文一             | We'll Be Together    | Vo.                  |          |